# Michael Portillo

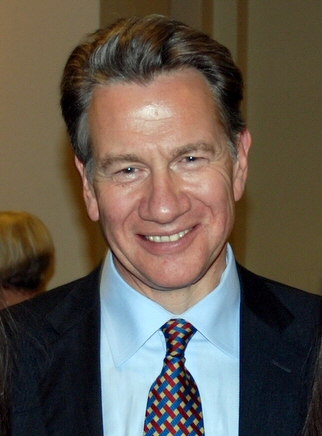
Michael Portillo (2008)

Michael Denzil Xavier Portillo (* 26. Mai 1953 in Bushey, Hertfordshire) ist ein britischer Politiker und Journalist.

## Frühe Jahre
Portillo ist Sohn eines Exilspaniers, Luis Portillo, der im spanischen Bürgerkrieg auf Seiten der Republikaner gestanden hatte, und der in Schottland aufgewachsenen Cora; sein Vater durfte lange Zeit nicht nach Spanien wiedereinreisen. Er besuchte die Schule Harrow County und erwarb 1975 einen Abschluss in Geschichtswissenschaft am Peterhouse der Universität Cambridge.

## Politischer Werdegang
Nach seinem Studium arbeitete er zunächst in einem Transportunternehmen, dann, von 1976 bis 1979, für die Rechercheabteilung der Konservativen Partei. Während des Wahlkampfes 1979 oblag ihm die Informationsbeschaffung für die spätere Premierministerin Margaret Thatcher vor ihren Pressekonferenzen. Von 1979 bis 1981 war er Berater des Energieministers. Von 1981 bis 1983 arbeitete er für eine Ölgesellschaft.
1983 kandidierte er erfolglos für einen Sitz im Unterhaus. 1984 gewann er eine Nachwahl in Enfield Southgate. Diese war nötig geworden, da der Inhaber des Mandats, Anthony Berry, Opfer des Bombenanschlags von Brighton geworden war. Portillo behielt dieses Mandat bis 1997.
Von 1986 bis 1997 war Portillo Mitglied der Regierung, seit 1988 als Minister. Zunächst war er Staatsminister für Verkehr, danach für local government. 1992, unter John Major, wurde er Mitglied des Kabinetts als Chief Secretary to the Treasury; 1994 wurde er Arbeitsminister und schließlich, 1995, Verteidigungsminister.
Bei der Unterhauswahl 1997 trat Portillo, der zu diesem Zeitpunkt als politisches Schwergewicht der Konservativen Partei und möglicher Nachfolger von Premierminister John Major galt, in seinem Wahlkreis Enfield Southgate gegen den 30-jährigen, relativ unbekannten Labour-Kandidaten Stephen Twigg an. Überraschenderweise verlor Portillo den Wahlkreis knapp an seinen Labour-Kontrahenten. In den folgenden Jahren wurde der Ausdruck „Portillo moment“ zu einem geflügelten Wort, um große politische Überraschungsmomente zu beschreiben.
Nach seiner Wahlniederlage 1997 arbeitete Portillo wieder als politischer Berater. Daneben verfolgte er mehr und mehr eine Karriere im Fernsehjournalismus. 1999 wurde er durch eine Nachwahl wieder Parlamentsabgeordneter, 2000 Schatten-Schatzkanzler. 2001 bewarb er sich erfolglos um die Führung der Konservativen Partei. 2005 zog er sich aus der Politik zurück.

## Medienkarriere
Von 2002 bis 2007 hatte Portillo seine eigene Talkshow auf BBC Four, Dinner with Portillo. Wöchentlich erschien er zwischen 2003 und 2009 auf BBC 1 in der Sendung This Week mit Andrew Neil und (bis 2010) der Labour-Politikerin Diane Abbott, die er seit Jugendtagen kennt. Seit 2002 begann er in einer Reihe von Dokumentarsendungen aufzutreten (u. a. über Spanien, Richard Wagner, Todesstrafe und Suizid). Seit 2009 präsentiert er eine Reihe von Dokumentationen, die sich an Great British Railway Journeys anlehnt, bei dem er in einzelne Regionen reist (u. a. Europa, Vereinigte Staaten, Indien und Australien) und anhand alter Reiseführer das Land erkundet. Ferner schreibt Portillo regelmäßig eine Kolumne für die Sunday Times, sowie gelegentlich für andere Zeitschriften. Von 2004 bis 2006 war er Theaterkritiker für den New Statesman.

## Politische Orientierung
Portillo war lange Zeit am rechten Rand des konservativen Spektrums angesiedelt. Besonders kontrovers diskutiert wurden sein Eintreten für die Kopfsteuer, den Ausschluss von Homosexuellen aus der Armee und gegen einen Mindestlohn. In einer politischen Krise 1995 wurde ihm angelastet, halbherzig John Major unterstützt, insgeheim aber zugleich die Übernahme des Parteivorsitzes betrieben zu haben.
Seit seinem zweiten Einzug in die Politik 1999, besonders aber seit seinem Rückzug aus der Politik 2005 vertritt Portillo deutlich gemäßigtere Positionen als in den Jahren unter Margaret Thatcher und John Major.
2001 verlor er den Rückhalt der konservativen Presse, als er überraschend über homosexuelle Erfahrungen in seiner Jugendzeit sprach.

## Privates
Michael Portillo ist seit 1982 verheiratet mit Carolyn, geborene Eadie. Er ist Mitglied der International Commission on Missing Persons (ICMP), die sich um vermisste Personen im Zusammenhang mit den Auseinandersetzungen im früheren Jugoslawien kümmert. Er ist im Vorstand der Andarko Petroleum Corporation, bis 2006 war er auch in dem der BAE Systems. Ferner ist er Vorsitzender einer Wohltätigkeitsorganisation für Menschen mit Epidermolysis bullosa sowie eines Vereins, der britisch-spanische Zusammenkünfte organisiert.